# Santa Eugènia d'Argolell
Santa Eugènia d'Argolell és un monument del municipi de les Valls de Valira (Alt Urgell) protegit com a bé cultural d'interès local. Se situa en el nucli de població d'Argolell.

## Descripció
Edifici romànic d'una nau, coberta a cel ras, amb absis semicircular sobrealçat. És una construcció rústega de pedres unides amb fang. La portada és adovellada i s'obre al mur N. El campanar, de planta quadrada, és d'època més tardana. Originàriament estava decorada, a l'interior, amb unes pintures murals les restes de les quals es conserven al Museu Nacional d'Art de Catalunya.

## Enllaços externs

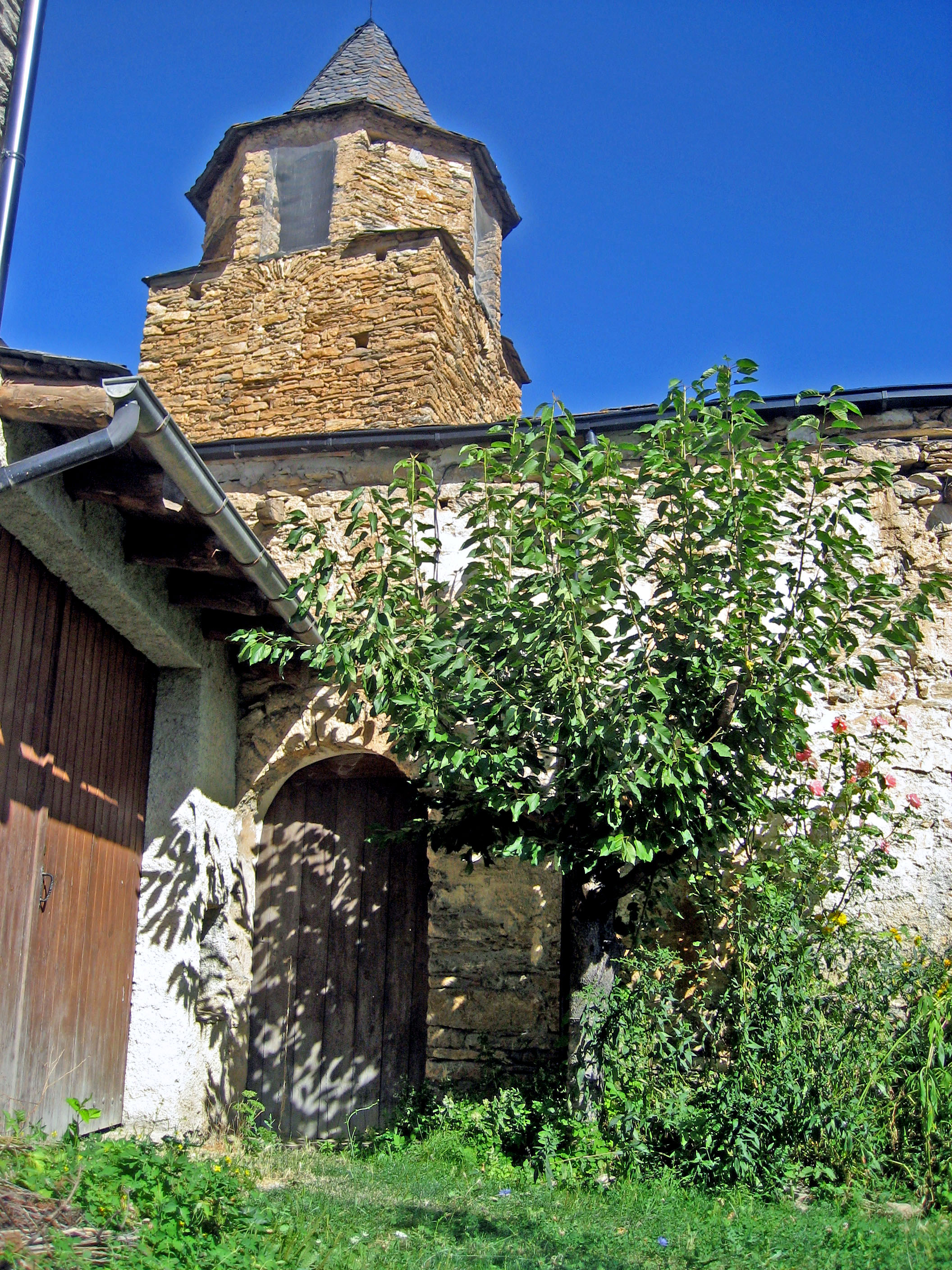
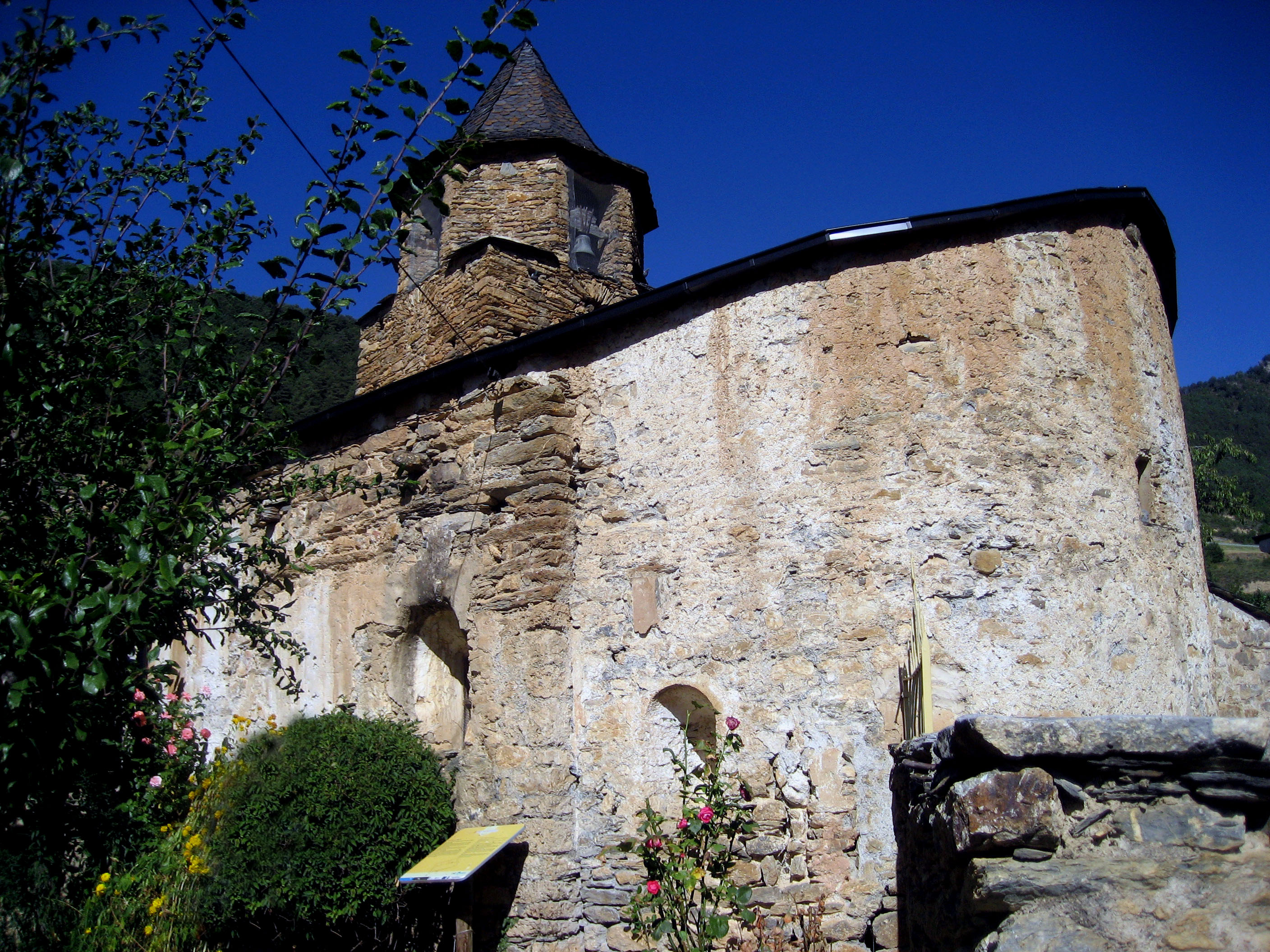
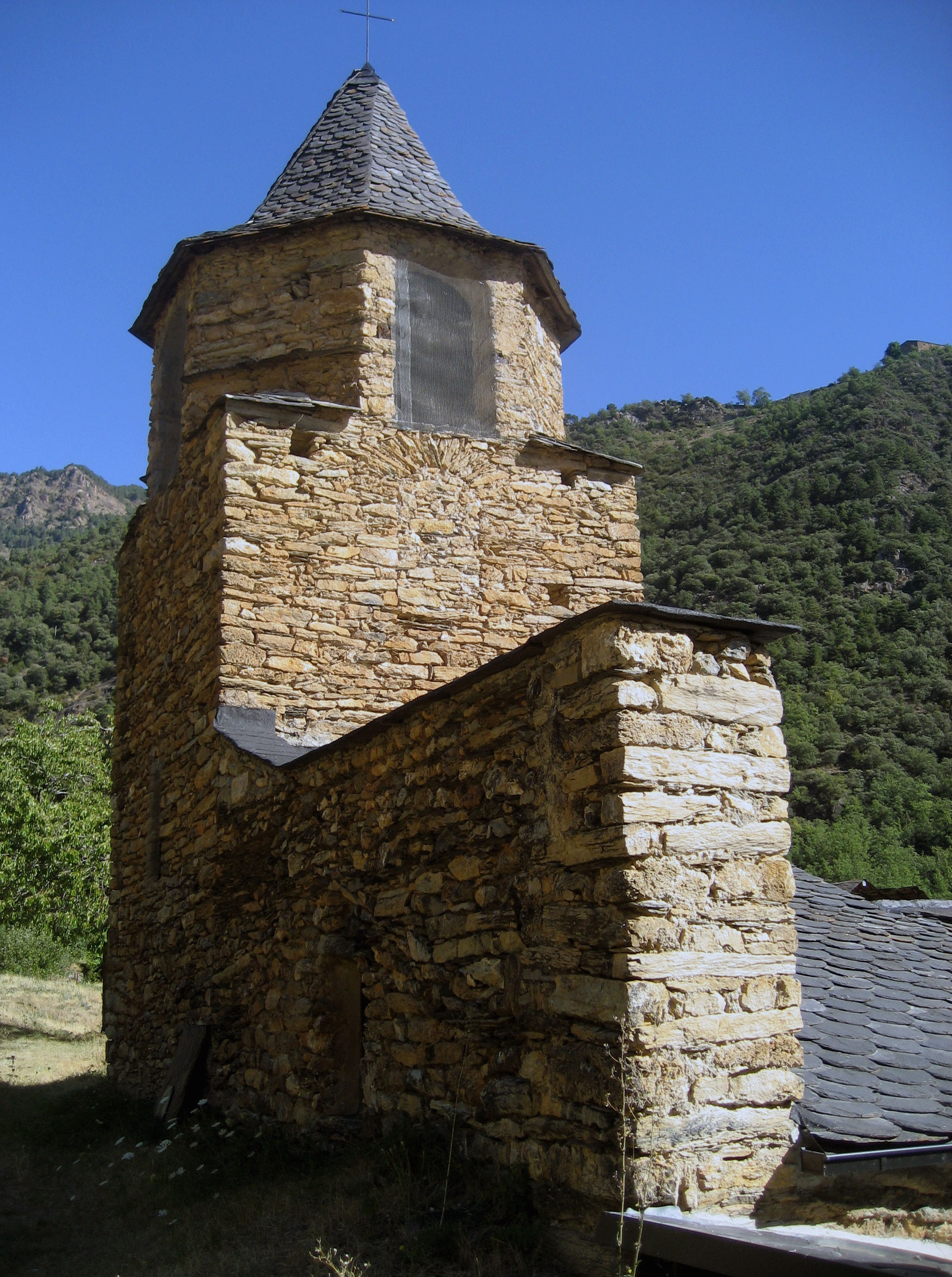
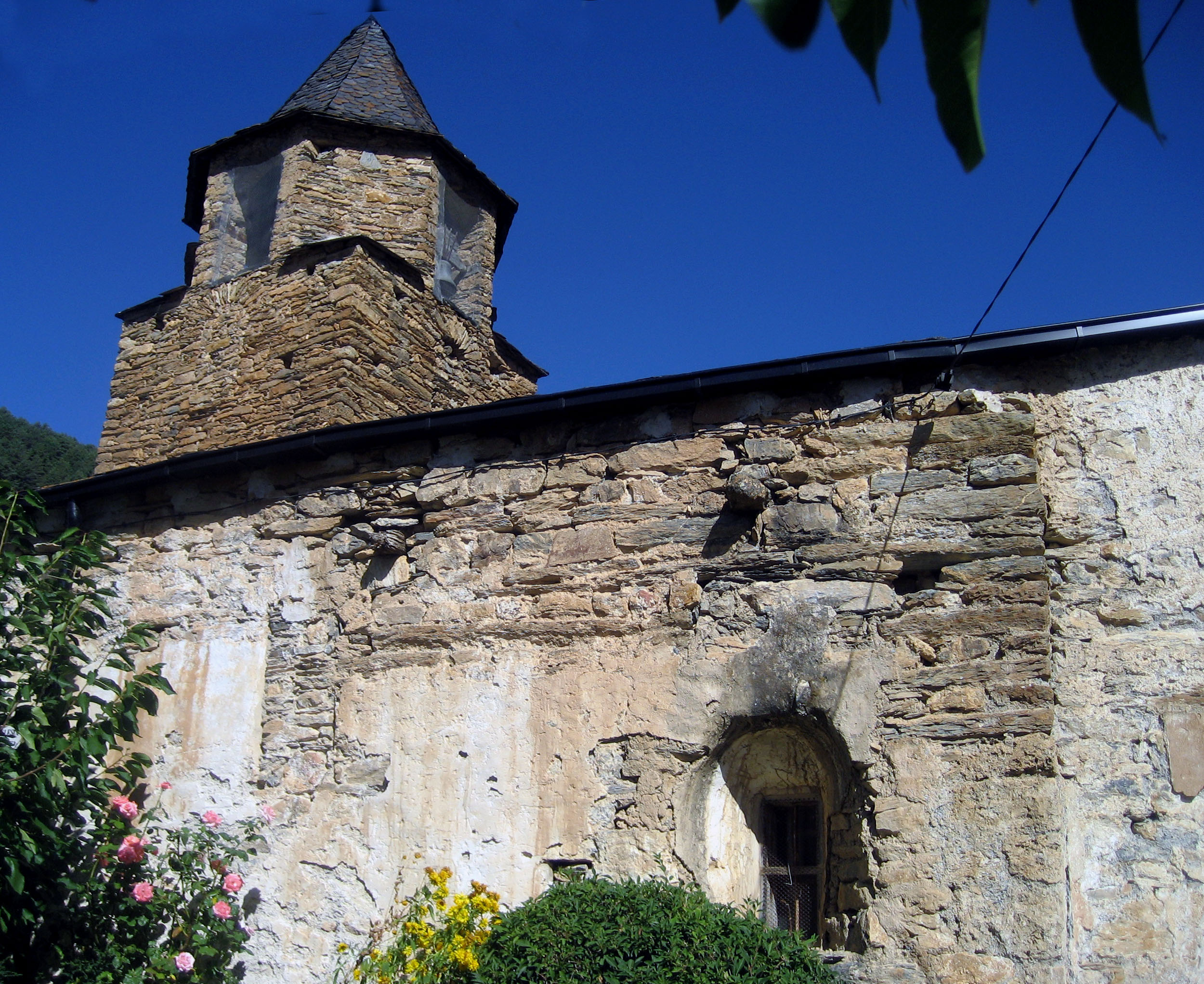